# Aj-Petri
Aj-Petri (ukr. Ай-Петрі, krm. Ay-Petri) – jeden z wyższych szczytów Gór Krymskich, o wysokości 1234 m n.p.m.
Znajduje się na jajle Aj-Petri, zbudowany jest z wapienia. Na szczyt prowadzi kolejka linowa. Jest to najbardziej wietrzne miejsce na Ukrainie – przez 125 dni w roku wieje tutaj wiatr, osiągając szybkość do 50 m/s.
Nazwa pochodzi z języka greckiego i oznacza górę Świętego Piotra (Άγιος Πέτρος).

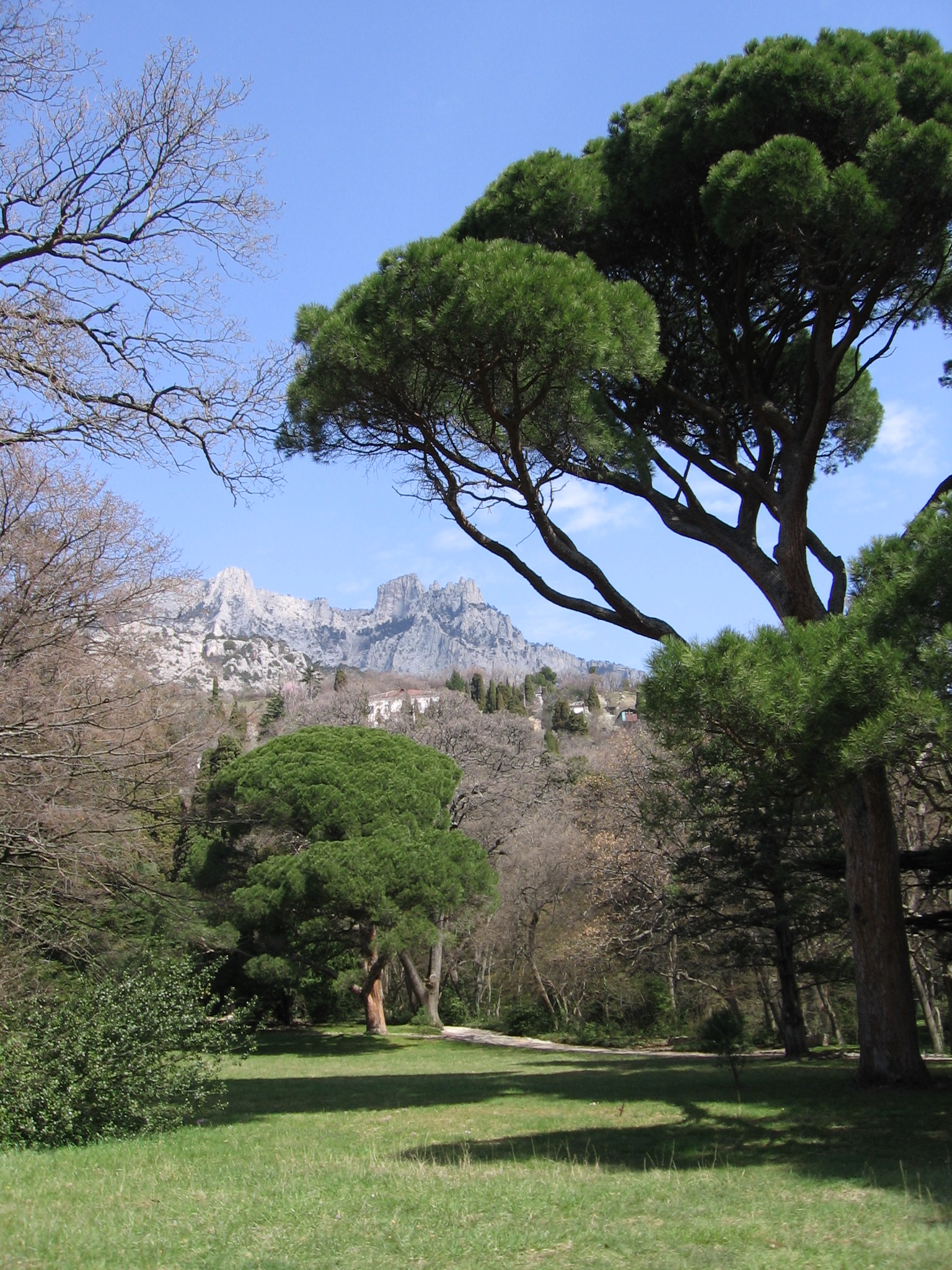
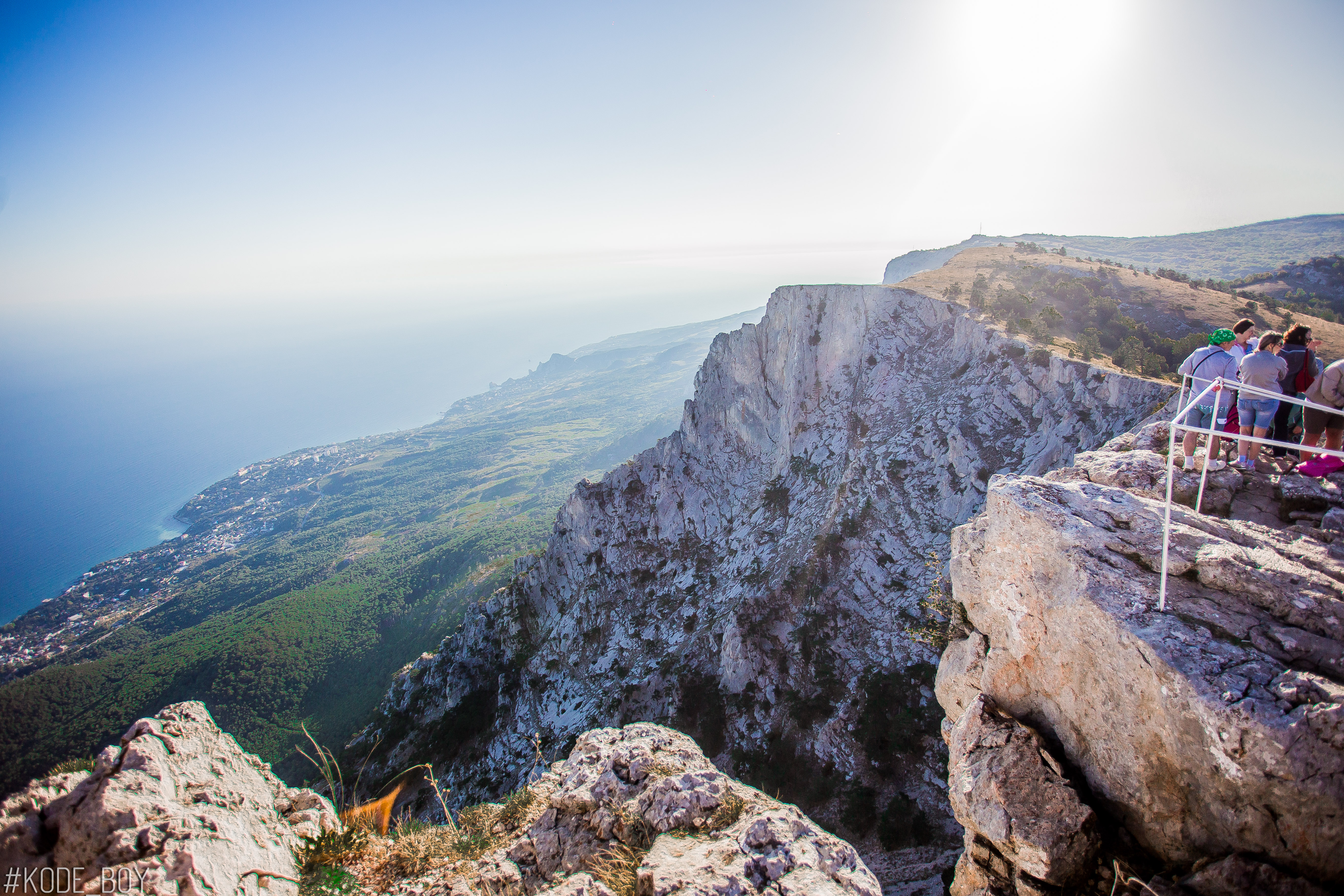
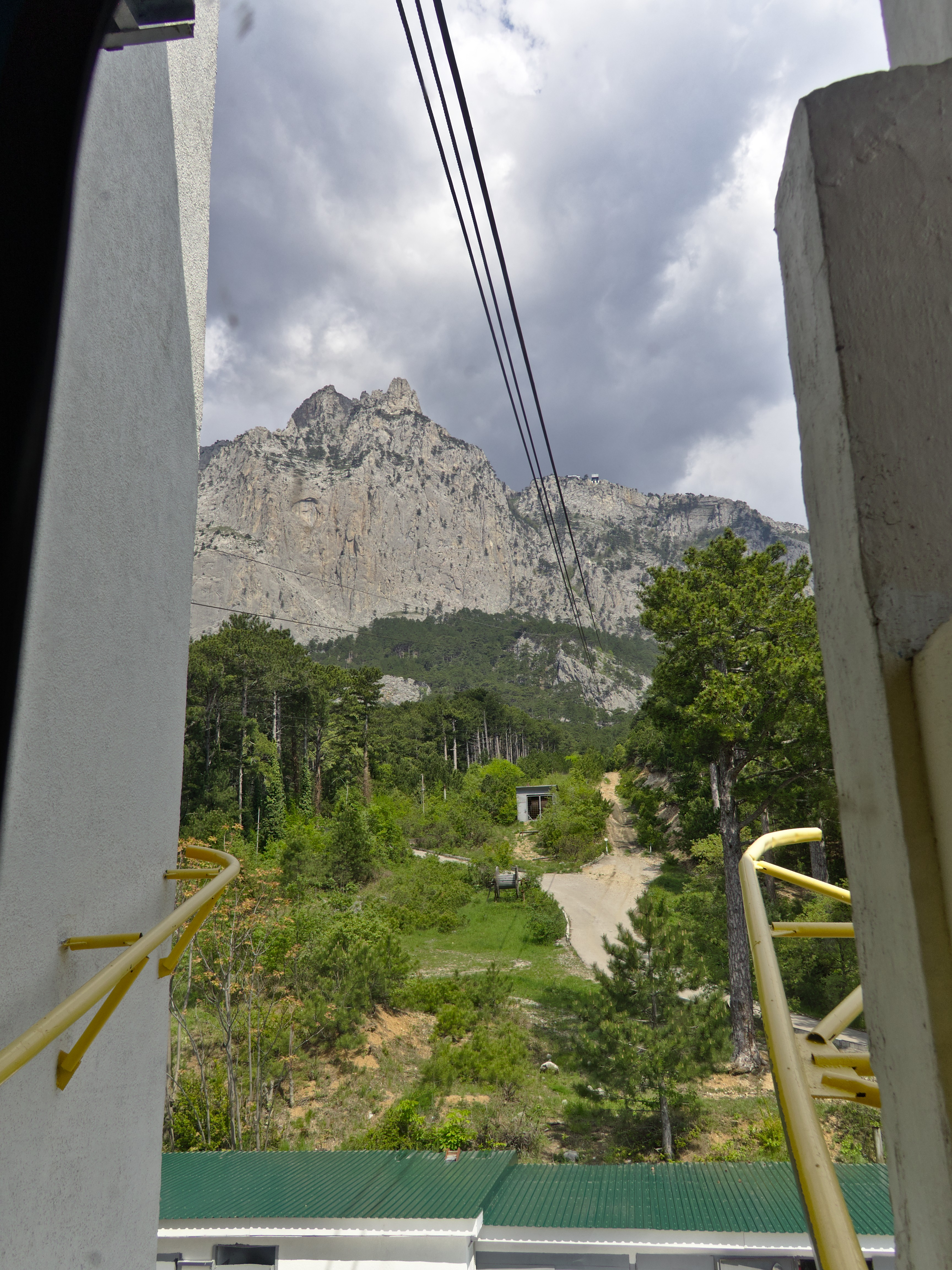
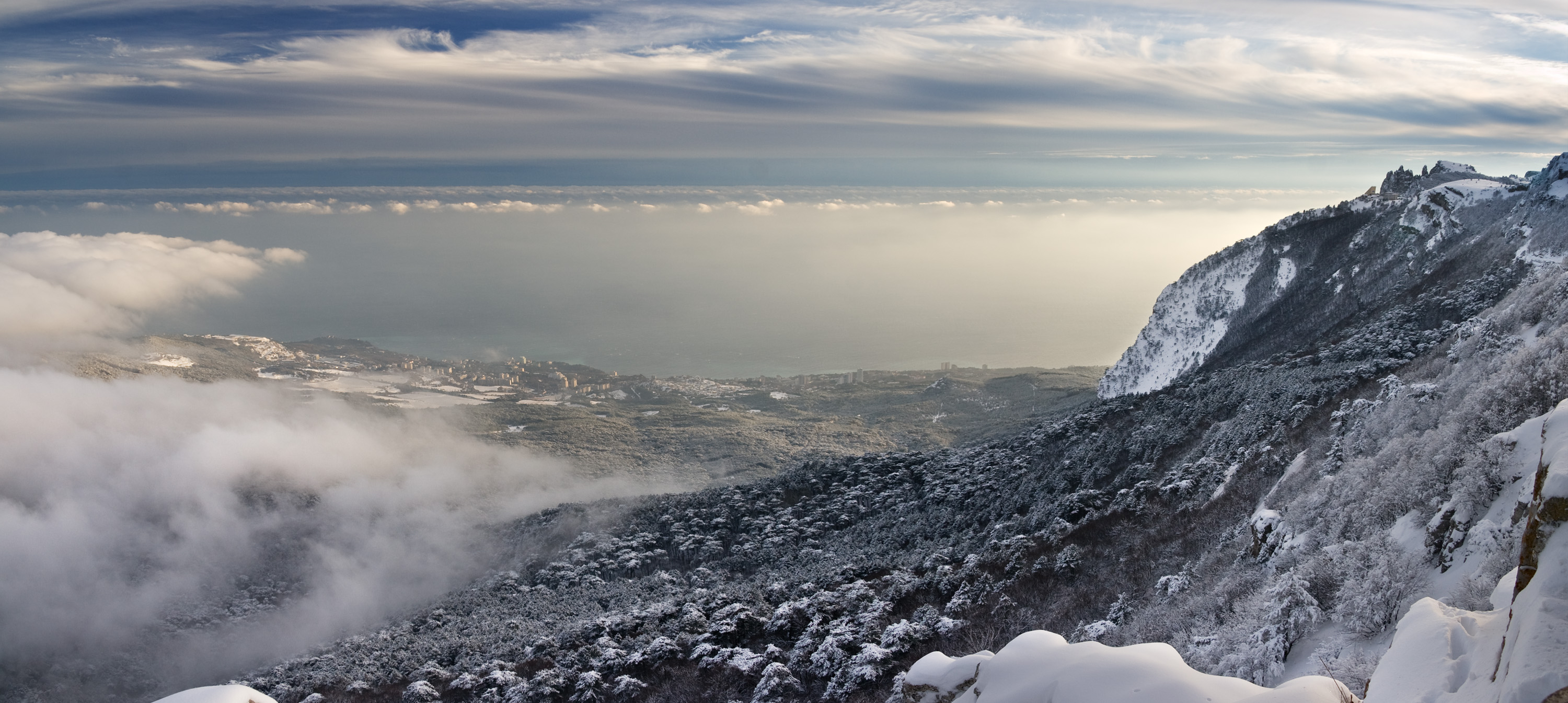
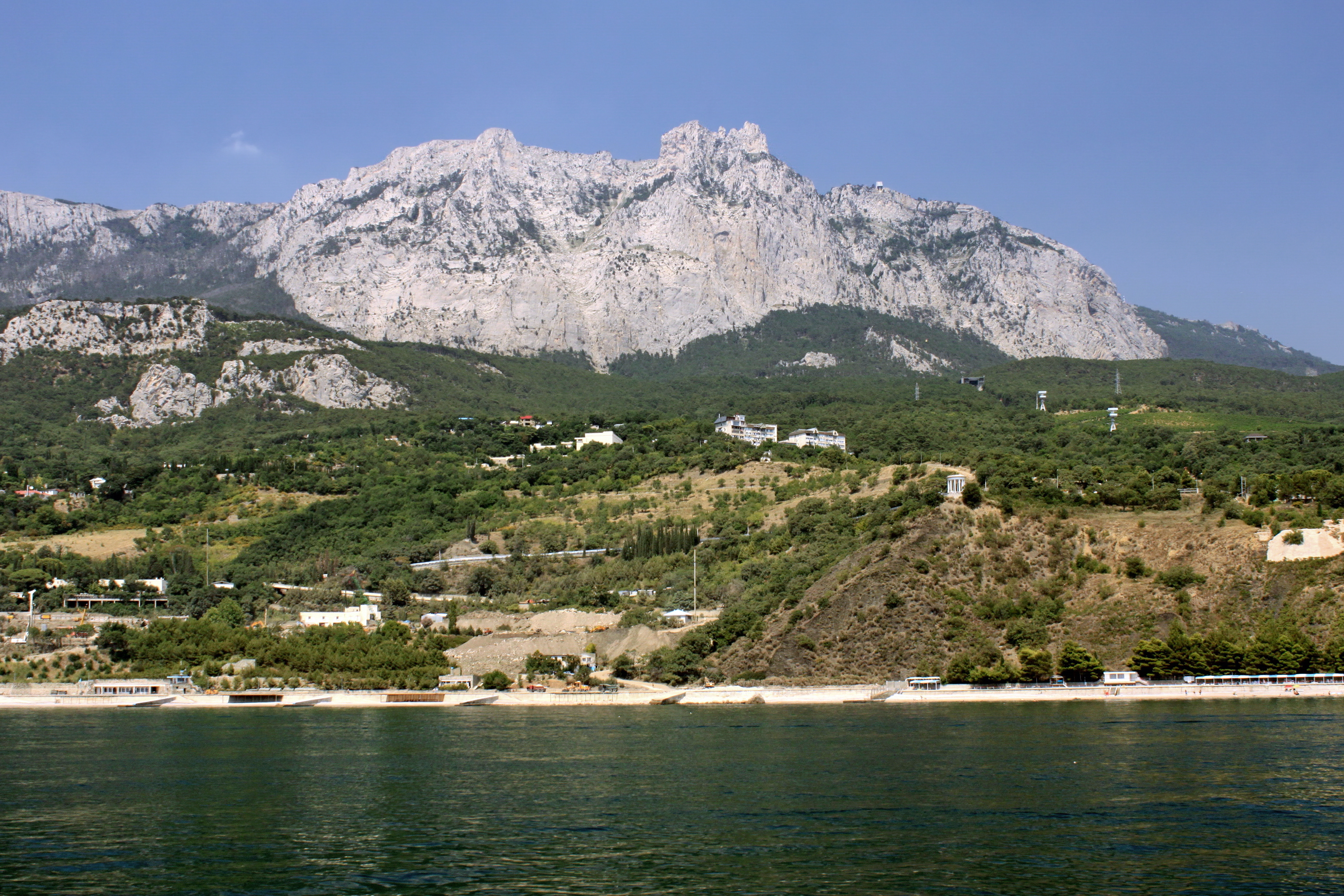